# 東北自動車道
東北自動車道（日语：／ Tōhoku jidōshadō */?）是日本埼玉縣川口市川口系統交流道至青森縣青森市青森交流道的日本最長高速公路（高速自動車國道）。略稱為東北道（日语：／ Tōhokudō */?）。
高速公路編號編為「E4」。

## 概要
東北道起於埼玉縣川口市，經群馬縣、栃木縣、福島縣、宮城縣、岩手縣、秋田縣至青森縣青森市。全長679.5公里。是東日本的公路交通「大動脈」，亦是日本最長的高速自動車國道。全線為東日本高速道路株式會社管理路線。
路線整體從關東平野沿內陸往北貫穿東北地方。栃木縣至岩手縣的大部分區間與國道4號、東北新幹線、東北本線並行，而埼玉縣至栃木縣區間，從起點川口市先從東北本線、東北新幹線與國道4號中間北上，接著在久喜市附近沿東武伊勢崎線、東武佐野線、東武日光線，經羽生市、館林市、栃木市，至鹿沼市附近離開東武日光線往矢板市方向前進。瀧澤交流道、安代系統交流道往北因經由十和田湖南側、秋田縣北部、與青森縣津輕地方，因此離開通過二戶周邊與青森縣三八上北地方的國道4號、東北新幹線。
宮城縣白石市國見服務區 - 白石交流道間有北緯38度線標示，岩手縣平泉町有北緯39度線標示，岩手縣八幡平市松尾八幡平交流道 - 安代交流道間有北緯40度線標示。由於路線主要通過山脈山麓地帶，標高不高。
此外，下行線安代系統交流道分為往八戶自動車道方向的本線與往青森方向的分岐線。
本路線的國土開發幹線自動車道預定路線名與高速自動車國道法路線名（正式名）是連結東京都練馬區與青森的「東北縱貫自動車道弘前線」。東北自動車道是該「東北縦貫自動車道弘前線」扣除起點東京都練馬區至川口市區間以外的川口系統交流道以北至青森交流道區間的道路名（通稱名）。

## 交流道
- 交流道（IC）編號欄的背景色為■顯示該部分道路已經啟用，設施名稱欄的背景色為■顯示該部分設施尚未啟用，未通車路段名稱皆為臨時名稱。
- 智能交流道（SIC）以背景色■顯示。
- 巴士站（BS），○/●為使用中，◆為停用中設施。無標示者為未設置巴士站。
- IC為交流道的簡寫，SIC為智能交流道的簡寫，JCT為系統交流道的簡寫，SA為服務區的簡寫，PA為停車區（日语：パーキングエリア）的簡寫，TB為公路收費站的簡寫，CB為車輛輪胎穿脫鐵鏈場的簡寫。

| 交流道 編號    | 中文設施名稱                | 日文設施名稱                        | 英文設施名稱 | 接續路線名稱                                              | 起點 里程 （公里）                                          | 巴士站 | 備註                                                                     | 所在地                        | 所在地          | 所在地          |
| -------------- | --------------------------- | ----------------------------------- | ------------ | --------------------------------------------------------- | ----------------------------------------------------------- | ------ | ------------------------------------------------------------------------ | ----------------------------- | --------------- | --------------- |
| 首都高速川口線 |                             |                                     |              |                                                           |                                                             |        |                                                                          |                               |                 |                 |
| 1              | 川口系統交流道              |                                     |              | C3 東京外環自動車道                                       | 0.0                                                         |        | 東京外環道的交流道編號為「70」                                           | 埼玉縣                        | 川口市          | 川口市          |
| 2              | 浦和交流道                  |                                     |              | 國道122號                                                 | 3.2                                                         |        | 青森方向出口、東京方向入口                                               | 埼玉縣                        | 埼玉市          | 綠區            |
| 2              | 浦和交流道                  | 國道463號（越谷浦和繞道） 國道122號 | 4.8          |                                                           | 青森方向入口、東京方向出口                                  |        |                                                                          | 埼玉縣                        | 埼玉市          | 綠區            |
| -              | 浦和公路收費站              |                                     |              | 公路收費站                                                | 5.0                                                         |        |                                                                          | 埼玉縣                        | 埼玉市          | 綠區            |
| 3              | 岩槻交流道                  |                                     |              | 國道16號（岩槻春日部繞道）                                | 10.5                                                        |        |                                                                          | 埼玉縣                        | 埼玉市          | 岩槻區          |
| 3-1            | 蓮田服務區/智慧型交流道     |                                     |              | 埼玉縣道162號蓮田白岡久喜線                               | 15.6 18.1                                                   |        | 服務區為宇都宮方向 智慧型交流道只限東京方向出入口 宇都宮方向入口興建中   | 埼玉縣                        | 蓮田市          | 蓮田市          |
| -              | 白岡巴士站                  |                                     |              | -                                                         | 20.5                                                        | ◆      | 停用中                                                                   | 埼玉縣                        | 白岡市          | 白岡市          |
| 3-2            | 久喜白岡系統交流道          |                                     |              | C4 首都圈中央聯絡自動車道                                 | 24.1                                                        |        | 部分在白岡市 圈央道的交流道編號為「70」                                  | 埼玉縣                        | 久喜市          | 久喜市          |
| 4              | 久喜交流道                  |                                     |              | 埼玉縣道3號埼玉栗橋線                                     | 25.5                                                        |        |                                                                          | 埼玉縣                        | 久喜市          | 久喜市          |
| 5              | 加須交流道                  |                                     |              | 國道125號                                                 | 33.4                                                        |        |                                                                          | 埼玉縣                        | 加須市          | 加須市          |
| 5-1            | 羽生交流道                  |                                     |              | 埼玉縣道84號羽生栗橋線                                    | 39.4                                                        |        |                                                                          | 埼玉縣                        | 羽生市          | 羽生市          |
| -              | 羽生停車區                  |                                     |              | -                                                         | 40.6                                                        |        |                                                                          | 埼玉縣                        | 羽生市          | 羽生市          |
| 6              | 館林交流道                  |                                     |              | 國道354號（東毛廣域幹線道路）                             | 46.0                                                        |        |                                                                          | 群馬縣 館林市                 | 群馬縣 館林市   | 群馬縣 館林市   |
| 7              | 佐野藤岡交流道              |                                     |              | 國道50號（佐野繞道）                                      | 55.0                                                        |        | 部分在栃木市                                                             | 栃木縣                        | 佐野市          | 佐野市          |
| 7-1            | 佐野服務區/智慧型交流道     |                                     |              | 栃木縣道352號佐野服務區智慧型交流道線                     | 57.9                                                        | ◆      |                                                                          | 栃木縣                        | 佐野市          | 佐野市          |
| 7-2            | 岩舟系統交流道              |                                     |              | E50 北關東自動車道                                        | 61.8                                                        |        | 至栃木都賀系統交流道為止與E50 北關東道共線 北關東道的交流道編號為「7-1」 | 栃木縣                        | 栃木市          | 栃木市          |
| -              | 岩舟巴士站/雪鏈安裝場       |                                     |              | -                                                         | 63.6                                                        | ◆      | 巴士站停用中                                                             | 栃木縣                        | 栃木市          | 栃木市          |
| 8              | 栃木交流道                  |                                     |              | 栃木縣道32號栃木粕尾線                                    | 72.7                                                        |        |                                                                          | 栃木縣                        | 栃木市          | 栃木市          |
| 8-1            | 栃木都賀系統交流道          |                                     |              | E50 北關東自動車道                                        | 75.4                                                        |        |                                                                          | 栃木縣                        | 栃木市          | 栃木市          |
| -              | 都賀西方停車區              |                                     |              | 國道293號（金崎繞道）                                     | 79.3                                                        |        | 智慧型交流道興建中                                                       | 栃木縣                        | 栃木市          | 栃木市          |
| -              | 磯町巴士站/雪鏈安裝場       |                                     |              | -                                                         | 84.8                                                        | ◆      | 巴士站停用中                                                             | 栃木縣                        | 鹿沼市          | 鹿沼市          |
| 9              | 鹿沼交流道                  |                                     |              | 國道121號                                                 | 91.5                                                        | ◆      |                                                                          | 栃木縣                        | 鹿沼市          | 鹿沼市          |
| -              | 大谷智慧型交流道            |                                     |              | 栃木縣道70號宇都宮今市線                                  | 97.5                                                        |        | 預定於2025年啟用                                                         | 栃木縣                        | 宇都宮市        | 宇都宮市        |
| -              | 大谷停車區                  |                                     |              | -                                                         | 99.3                                                        |        |                                                                          | 栃木縣                        | 宇都宮市        | 宇都宮市        |
| 10             | 宇都宮交流道                |                                     |              | 國道119號（宇都宮北道路） E81 日光宇都宮道路              | 103.0                                                       |        |                                                                          | 栃木縣                        | 宇都宮市        | 宇都宮市        |
| 10-1           | 上河內服務區/智慧型交流道   |                                     |              | 栃木縣道348號上河內智慧型交流道線                         | 110.9                                                       |        |                                                                          | 栃木縣                        | 宇都宮市        | 宇都宮市        |
| 11             | 矢板交流道                  |                                     |              | 國道4號（氏家矢板繞道） 栃木縣道30號矢板那須線            | 120.2                                                       | ◆      |                                                                          | 栃木縣                        | 矢板市          | 矢板市          |
| 11-1           | 矢板北停車區/智慧型交流道   |                                     |              | 栃木縣道272號縣民之森矢板線                               | 127.5                                                       |        |                                                                          | 栃木縣                        | 矢板市          | 矢板市          |
| -              | 田野原巴士站/雪鏈安裝場     |                                     |              | -                                                         | 131.0                                                       | ◆      | 巴士站停用中                                                             | 栃木縣                        | 矢板市          | 矢板市          |
| 12             | 西那須野鹽原交流道          |                                     |              | 國道400號                                                 | 139.1                                                       | ◆      |                                                                          | 栃木縣                        | 那須鹽原市      | 那須鹽原市      |
| 12-1           | 黑磯板室交流道 / 黑磯停車區 |                                     |              | 栃木縣道351號黑磯板室交流道線                             | 145.4                                                       | ◆      |                                                                          | 栃木縣                        | 那須鹽原市      | 那須鹽原市      |
| 13             | 那須交流道                  |                                     |              | 栃木縣道17號那須高原線                                    | 152.5                                                       | ◆      |                                                                          | 栃木縣                        | 那須郡 那須町   | 那須郡 那須町   |
| 13-1           | 那須高原服務區/智慧型交流道 |                                     |              | 栃木縣道349號那須高原智慧型交流道線                       | 160.5                                                       |        |                                                                          | 栃木縣                        | 那須郡 那須町   | 那須郡 那須町   |
| 14             | 白河交流道                  |                                     |              | 國道4號                                                   | 169.7                                                       |        |                                                                          | 福島縣                        | 西白河郡 西鄉村 | 西白河郡 西鄉村 |
| -              | 西鄉巴士站                  |                                     |              | -                                                         | 171.1                                                       | ○      |                                                                          | 福島縣                        | 西白河郡 西鄉村 | 西白河郡 西鄉村 |
| 14-1           | 白河中央智慧型交流道        |                                     |              | 國道294號                                                 | 176.4                                                       |        |                                                                          | 福島縣                        | 白河市          | 白河市          |
| -              | 阿武隈停車區                |                                     |              | -                                                         | 178.7                                                       |        |                                                                          | 福島縣                        | 白河市          | 白河市          |
| -              | 矢吹泉崎巴士站              |                                     |              | -                                                         | 185.3                                                       | 〇     |                                                                          | 福島縣                        | 西白河郡        | 泉崎村          |
| 15             | 矢吹交流道                  |                                     |              | E80 阿武隈高原道路 國道4號                                | 186.3                                                       |        | 阿武隈高原道路的交流道編號為「1」                                        | 福島縣                        | 西白河郡        | 矢吹町          |
| 15-1           | 鏡石停車區/智慧型交流道     |                                     |              | 福島縣道289號下松本鏡石停車場線                           | 193.9                                                       | ◆      | 智慧型交流道只可於6-22時使用                                             | 福島縣                        | 岩瀨郡 鏡石町   | 岩瀨郡 鏡石町   |
| 16             | 須賀川交流道                |                                     |              | 福島縣道67號中野須賀川線                                  | 198.2                                                       | ◆      |                                                                          | 福島縣                        | 須賀川市        | 須賀川市        |
| -              | 安積停車區                  |                                     |              | -                                                         | 206.0                                                       |        |                                                                          | 福島縣                        | 郡山市          | 郡山市          |
| 17             | 郡山南交流道                |                                     |              | 福島縣道47號郡山長沼線                                    | 207.7                                                       |        |                                                                          | 福島縣                        | 郡山市          | 郡山市          |
| 17-1           | 郡山中央智慧型交流道        |                                     |              | 福島縣道55號郡山矢吹線                                    | 211.8                                                       |        |                                                                          | 福島縣                        | 郡山市          | 郡山市          |
| 18             | 郡山交流道                  |                                     |              | 國道49號                                                  | 216.4                                                       |        |                                                                          | 福島縣                        | 郡山市          | 郡山市          |
| 18-1           | 郡山系統交流道              |                                     |              | E49 磐越自動車道                                          | 220.2                                                       |        |                                                                          | 福島縣                        | 郡山市          | 郡山市          |
| 19             | 本宮交流道                  |                                     |              | 國道4號                                                   | 223.1                                                       |        |                                                                          | 福島縣                        | 本宮市          | 本宮市          |
| -              | 安達太良服務區              |                                     |              | -                                                         | 226.3                                                       |        |                                                                          | 福島縣                        | 本宮市          | 本宮市          |
| -              | 大玉巴士站/雪鏈安裝場       |                                     |              | -                                                         | 229.0                                                       | ◆      | 巴士站停用中                                                             | 福島縣                        | 安達郡 大玉村   | 安達郡 大玉村   |
| -              | 大玉智慧型交流道            |                                     |              |                                                           |                                                             |        | 計畫中                                                                   | 福島縣                        |                 |                 |
| 20             | 二本松交流道                |                                     |              | 國道459號 福島縣道355號須賀川二本松線                     | 236.0                                                       | ○      |                                                                          | 福島縣                        | 二本松市        | 二本松市        |
| 20-1           | 福島松川停車區/智慧型交流道 |                                     |              | 福島縣道52號上湯溫泉線                                    | 244.7                                                       | ◆      |                                                                          | 福島縣                        | 福島市          | 福島市          |
| 21             | 福島西交流道                |                                     |              | 國道115號（福島西繞道）                                   | 254.9                                                       | ○      |                                                                          | 福島縣                        | 福島市          | 福島市          |
| -              | 吾妻停車區                  |                                     |              | -                                                         | 257.7                                                       |        |                                                                          | 福島縣                        | 福島市          | 福島市          |
| 21-1           | 福島系統交流道              |                                     |              | E13 東北中央自動車道                                      | 261.1                                                       | -      | 至桑折系統交流道為止與E13東北中央道共線                                  | 福島縣                        | 福島市          | 福島市          |
| 22             | 福島飯坂交流道              |                                     |              | 國道13號                                                  | 264.9                                                       |        |                                                                          | 福島縣                        | 福島市          | 福島市          |
| 22-1           | 桑折系統交流道              |                                     |              | E13 東北中央自動車道（相馬福島道路）                      | 269.4                                                       |        |                                                                          | 福島縣                        | 伊達郡          | 桑折町          |
| -              | 桑折巴士站                  |                                     |              | -                                                         | 270.0                                                       | ◆      | 停用中                                                                   | 福島縣                        | 伊達郡          | 桑折町          |
| 23             | 國見交流道                  |                                     |              | 宮城縣道、福島縣道46號白石國見線                          | 276.0                                                       |        |                                                                          | 福島縣                        | 伊達郡          | 國見町          |
| -              | 國見服務區                  |                                     |              | -                                                         | 281.9                                                       |        |                                                                          | 福島縣                        | 伊達郡          | 國見町          |
| -              | 越河巴士站/雪鏈安裝場       |                                     |              | -                                                         | 285.9                                                       | ◆      | 巴士站停用中                                                             | 宮城縣                        | 白石市          | 白石市          |
| -              | 白石中央智慧型交流道        |                                     |              |                                                           |                                                             |        | 預計2025年度啟用                                                         | 宮城縣                        | 白石市          | 白石市          |
| -              | 白石西巴士站/雪鏈安裝場     |                                     |              | -                                                         | 295.0                                                       | ◆      | 巴士站停用中                                                             | 宮城縣                        | 白石市          | 白石市          |
| 24             | 白石交流道                  |                                     |              | 國道4號（白石繞道）                                       | 299.5                                                       |        |                                                                          | 宮城縣                        | 白石市          | 白石市          |
| -              | 藏王停車區                  |                                     |              | -                                                         | 304.1                                                       |        |                                                                          | 宮城縣                        | 刈田郡 藏王町   | 刈田郡 藏王町   |
| 25             | 村田交流道                  |                                     |              | 宮城縣道14號亘理大河原川崎線                              | 311.8                                                       |        |                                                                          | 宮城縣                        | 柴田郡 村田町   | 柴田郡 村田町   |
| 26             | 村田系統交流道              |                                     |              | E48 山形自動車道                                          | 314.5                                                       |        | 此起至仙台南交流道為止與E48共線                                          | 宮城縣                        | 柴田郡 村田町   | 柴田郡 村田町   |
| -              | 菅生停車區                  |                                     |              | -                                                         | 319.6                                                       |        | 智慧型交流道預定於2022年度啟用                                           | 宮城縣                        | 柴田郡 村田町   | 柴田郡 村田町   |
| 27             | 仙台南交流道                |                                     |              | E48 仙台南部道路 國道286號                                | 326.8                                                       |        |                                                                          | 宮城縣                        | 仙台市          | 太白區          |
| 28             | 仙台宮城交流道              |                                     |              | 國道48號 （仙台西道路/愛子繞道）                          | 332.4                                                       |        |                                                                          | 宮城縣                        | 仙台市          | 青葉區          |
| -              | 仙台宮城巴士站/雪鏈安裝場   |                                     |              | -                                                         | 332.9                                                       | ◆      | 巴士站停用中                                                             | 宮城縣                        | 仙台市          | 青葉區          |
| 28-1           | 泉停車區/智慧型交流道       |                                     |              | 宮城縣道35號泉鹽釜線                                      | 342.6                                                       |        |                                                                          | 宮城縣                        | 仙台市          | 泉區            |
| 29             | 泉交流道                    |                                     |              | 國道4號                                                   | 346.1                                                       |        |                                                                          | 宮城縣                        | 仙台市          | 泉區            |
| 29-1           | 富谷系統交流道              |                                     |              | E6 仙台北部道路                                           | 349.3                                                       |        | 不能直通仙台北部道路富谷交流道 仙台北部道路的交流道編號為「40」          | 宮城縣                        | 富谷市          | 富谷市          |
| -              | 鶴巢停車區                  |                                     |              | -                                                         | 354.4                                                       |        |                                                                          | 宮城縣                        | 黑川郡          | 大和町          |
| 30             | 大和交流道                  |                                     |              | 宮城縣道3號鹽釜吉岡線                                     | 357.1                                                       | ◆      |                                                                          | 宮城縣                        | 黑川郡          | 大和町          |
| 30-1           | 大衡交流道                  |                                     |              | 宮城縣道57號大衡落合線                                    | 360.3                                                       |        | 與出入口的交差點為大衡簡易停車區                                         | 宮城縣                        | 黑川郡          | 大衡村          |
| 30-2           | 三本木停車區/智慧型交流道   |                                     |              | 國道4號（三本木繞道）                                     | 366.8                                                       | ○      |                                                                          | 宮城縣                        | 大崎市          | 大崎市          |
| –              | 救護車緊急出口通道          |                                     |              |                                                           |                                                             |        | 連接大崎市民醫院                                                         | 宮城縣                        | 大崎市          | 大崎市          |
| 31             | 古川交流道                  |                                     |              | 國道47號（石卷新庄道路〈候補路線〉）                        | 375.1                                                       | ◆      |                                                                          | 宮城縣                        | 大崎市          | 大崎市          |
| 31-1           | 長者原服務區/智慧型交流道   |                                     |              | 宮城縣道266號化女沼公園線 （途經市道）                    | 381.0                                                       |        |                                                                          | 宮城縣                        | 大崎市          | 大崎市          |
| -              | 高清水巴士站                |                                     |              | -                                                         | 386.0                                                       | ◆      | 停用中                                                                   | 宮城縣                        | 栗原市          | 栗原市          |
| 32             | 築館交流道                  |                                     |              | 國道4號                                                   | 391.2                                                       |        |                                                                          | 宮城縣                        | 栗原市          | 栗原市          |
| -              | 築館巴士站                  |                                     |              | -                                                         | 393.0                                                       | ◆      | 停用中                                                                   | 宮城縣                        | 栗原市          | 栗原市          |
| -              | 栗原交流道                  |                                     |              | 宮城縣北高速幹線道路                                      |                                                             |        | 興建中                                                                   | 宮城縣                        | 栗原市          | 栗原市          |
| -              | 志波姬停車區                |                                     |              | -                                                         | 396.8                                                       |        |                                                                          | 宮城縣                        | 栗原市          | 栗原市          |
| 33             | 若柳金成交流道              |                                     |              | 宮城縣道4號中田栗駒線                                     | 403.0                                                       |        |                                                                          | 宮城縣                        | 栗原市          | 栗原市          |
| -              | 金成停車區                  |                                     |              | -                                                         | 408.8                                                       |        |                                                                          | 宮城縣                        | 栗原市          | 栗原市          |
| 34             | 一關交流道                  |                                     |              | 國道342號                                                 | 420.3                                                       | ◆      |                                                                          | 岩手縣                        | 一關市          | 一關市          |
| -              | 中尊寺停車區                |                                     |              | -                                                         | 423.3                                                       |        | 上行線                                                                   | 岩手縣                        | 一關市          | 一關市          |
| 34-1           | 平泉智慧型交流道            |                                     |              |                                                           | 424.7                                                       |        |                                                                          | 岩手縣                        | 西磐井郡 平泉町 | 西磐井郡 平泉町 |
| -              | 中尊寺停車區                |                                     |              | -                                                         | 425.4                                                       | ◆      | 下行線                                                                   | 岩手縣                        | 西磐井郡 平泉町 | 西磐井郡 平泉町 |
| 35             | 平泉前澤交流道              |                                     |              | 國道4號                                                   | 431.8                                                       |        |                                                                          | 岩手縣                        | 西磐井郡 平泉町 | 西磐井郡 平泉町 |
| -              | 前澤巴士站                  |                                     |              | -                                                         | 433.7                                                       | ◆      | 停用中                                                                   | 岩手縣                        | 奧州市          | 奧州市          |
| -              | 前澤服務區                  |                                     |              | -                                                         | 437.5                                                       |        |                                                                          | 岩手縣                        | 奧州市          | 奧州市          |
| 35-1           | 奧州智慧型交流道            |                                     |              | 岩手縣道236號衣川水澤線                                   | 442.7                                                       |        |                                                                          | 岩手縣                        | 奧州市          | 奧州市          |
| -              | 水澤巴士站                  |                                     |              | -                                                         | 445.9                                                       | ◆      | 停用中                                                                   | 岩手縣                        | 奧州市          | 奧州市          |
| 36             | 水澤交流道                  |                                     |              | 國道4號（金崎繞道）                                       | 449.3                                                       |        |                                                                          | 岩手縣                        | 奧州市          | 奧州市          |
| -              | 金崎巴士站/雪鏈安裝場       |                                     |              | -                                                         | 452.8                                                       | ◆      | 巴士站停用中                                                             | 岩手縣                        | 膽澤郡金崎町    | 膽澤郡金崎町    |
| 36-1           | 北上金崎交流道/停車區       |                                     |              | 岩手縣道50號北上金崎交流道線                              | 458.0                                                       |        |                                                                          | 岩手縣                        | 北上市          | 北上市          |
| 37             | 北上系統交流道              |                                     |              | E46 秋田自動車道                                          | 461.8                                                       |        | 此起至花卷系統交流道為止與E46共線。                                      | 岩手縣                        | 北上市          | 北上市          |
| 38             | 北上江釣子交流道            |                                     |              | 國道107號                                                 | 464.7                                                       |        |                                                                          | 岩手縣                        | 北上市          | 北上市          |
| -              | 花卷停車區/智慧型交流道     |                                     |              | -                                                         | 472.6                                                       |        | 智慧型交流道預計2023年度啟用                                             | 岩手縣                        | 花卷市          | 花卷市          |
| 38-1           | 花卷南交流道                |                                     |              | 岩手縣道299號花卷南交流道線                               | 474.5                                                       |        |                                                                          | 岩手縣                        | 花卷市          | 花卷市          |
| 38-2           | 花卷系統交流道              |                                     |              | E46 釜石自動車道                                          | 478.6                                                       |        |                                                                          | 岩手縣                        | 花卷市          | 花卷市          |
| 39             | 花卷交流道                  |                                     |              | 岩手縣道37號花卷平泉線                                    | 481.3                                                       | ◆      |                                                                          | 岩手縣                        | 花卷市          | 花卷市          |
| -              | 紫波服務區                  |                                     |              | -                                                         | 489.2                                                       |        |                                                                          | 岩手縣                        | 紫波郡          | 紫波町          |
| 40             | 紫波交流道                  |                                     |              | 岩手縣道46號紫波交流道線                                  | 494.1                                                       |        |                                                                          | 岩手縣                        | 紫波郡          | 紫波町          |
| 40-1           | 矢巾停車區/智慧型交流道     |                                     |              | 岩手縣道120號不動盛岡線 （途經市道）                      | 501.3                                                       |        |                                                                          | 岩手縣                        | 紫波郡          | 矢巾町          |
| 41             | 盛岡南交流道                |                                     |              | 岩手縣道36號上米內湯澤線 （宮古盛岡橫斷道路（計劃路線）） | 505.1                                                       |        |                                                                          | 岩手縣                        | 盛岡市          | 盛岡市          |
| 42             | 盛岡交流道                  |                                     |              | 國道46號（盛岡秋田道路（計劃路線））                      | 512.1                                                       |        |                                                                          | 岩手縣                        | 盛岡市          | 盛岡市          |
| 42-1           | 瀧澤中央智慧型交流道        |                                     |              | 盛岡市道茨島土澤線                                        | 516.1                                                       |        |                                                                          | 岩手縣                        | 瀧澤市          | 瀧澤市          |
| -              | 瀧澤停車區                  |                                     |              | -                                                         | 520.1                                                       |        |                                                                          | 岩手縣                        | 瀧澤市          | 瀧澤市          |
| 43             | 瀧澤交流道                  |                                     |              | 國道4號                                                   | 522.1                                                       |        |                                                                          | 岩手縣                        | 瀧澤市          | 瀧澤市          |
| 44             | 西根交流道                  |                                     |              | 國道282號                                                 | 532.2                                                       |        |                                                                          | 岩手縣                        | 八幡平市        | 八幡平市        |
| -              | 岩手山服務區                |                                     |              | -                                                         | 537.3                                                       |        | 下行線最後一座加油站                                                     | 岩手縣                        | 八幡平市        | 八幡平市        |
| 45             | 松尾八幡平交流道            |                                     |              | 岩手縣道45號柏台松尾線                                    | 541.7                                                       |        |                                                                          | 岩手縣                        | 八幡平市        | 八幡平市        |
| -              | 前森山停車區                |                                     |              | -                                                         | 544.2                                                       |        |                                                                          | 岩手縣                        | 八幡平市        | 八幡平市        |
| -              | 八幡平智慧型交流道          |                                     |              |                                                           |                                                             |        | 準備階段                                                                 | 岩手縣                        | 八幡平市        | 八幡平市        |
| -              | 畑停車區                    |                                     |              | -                                                         | 556.6                                                       |        |                                                                          | 岩手縣                        | 八幡平市        | 八幡平市        |
| 46             | 安代系統交流道              |                                     |              | E4A 八戶自動車道                                          | 563.3                                                       |        |                                                                          | 岩手縣                        | 八幡平市        | 八幡平市        |
| 47             | 安代交流道                  |                                     |              | 國道282號                                                 | 564.6                                                       | ○      |                                                                          | 岩手縣                        | 八幡平市        | 八幡平市        |
| -              | 田山停車區                  |                                     |              | -                                                         | 573.2                                                       | ○      |                                                                          | 岩手縣                        | 八幡平市        | 八幡平市        |
| -              | 湯瀨停車區                  |                                     |              | -                                                         | 585.2                                                       | ○      |                                                                          | 秋田縣                        | 鹿角市          | 鹿角市          |
| 48             | 鹿角八幡平交流道            |                                     |              | 國道282號                                                 | 590.7                                                       |        |                                                                          | 秋田縣                        | 鹿角市          | 鹿角市          |
| -              | 花輪服務區                  |                                     |              | -                                                         | 593.7                                                       | ○      |                                                                          | 秋田縣                        | 鹿角市          | 鹿角市          |
| -              | 緊急進入通道                |                                     |              | -                                                         |                                                             |        | 川口方向出口                                                             | 秋田縣                        | 鹿角市          | 鹿角市          |
| 49             | 十和田交流道                |                                     |              | 國道103號                                                 | 602.6                                                       | ○      |                                                                          | 秋田縣                        | 鹿角市          | 鹿角市          |
| 49-1           | 小坂交流道                  |                                     |              | 秋田縣道2號大館十和田湖線                                 | 610.7                                                       | ○      |                                                                          | 秋田縣                        | 鹿角郡 小坂町   | 鹿角郡 小坂町   |
| -              | 小坂停車區                  |                                     |              | -                                                         | 613.5                                                       |        |                                                                          | 秋田縣                        | 鹿角郡 小坂町   | 鹿角郡 小坂町   |
| 49-2           | 小坂系統交流道              |                                     |              | E7 秋田自動車道                                           | 617.1                                                       |        |                                                                          | 秋田縣                        | 鹿角郡 小坂町   | 鹿角郡 小坂町   |
| -              | 坂梨隧道                    |                                     |              | -                                                         |                                                             |        | 長約4,265公尺 東北道最長隧道                                             | 秋田縣                        | 鹿角郡 小坂町   | 鹿角郡 小坂町   |
| -              | 坂梨隧道                    | 青森縣                              | 平川市       | 平川市                                                    |                                                             |        | 長約4,265公尺 東北道最長隧道                                             |                               |                 |                 |
| 50             | 碇關交流道                  | 青森縣                              | 平川市       | 平川市                                                    |                                                             |        | 國道7號                                                                  | 630.7                         | ○               |                 |
| -              | 阿闍羅停車區                | 青森縣                              |              |                                                           | -                                                           | 635.8  |                                                                          |                               | 南津輕郡 大鰐町 | 南津輕郡 大鰐町 |
| -              | 大鰐巴士站                  | 青森縣                              |              |                                                           | -                                                           | 640.0  | ○                                                                        |                               | 南津輕郡 大鰐町 | 南津輕郡 大鰐町 |
| 51             | 大鰐弘前交流道              | 青森縣                              |              |                                                           | 國道7號                                                     | 643.7  |                                                                          |                               | 南津輕郡 大鰐町 | 南津輕郡 大鰐町 |
| -              | 津輕服務區                  | 青森縣                              |              |                                                           | -                                                           | 646.5  |                                                                          |                               | 平川市          | 平川市          |
| 52             | 黑石交流道                  | 青森縣                              |              |                                                           | 國道102號（弘前黑石交流道聯絡道路）                         | 653.6  |                                                                          |                               | 黑石市          | 黑石市          |
| -              | 牡丹平巴士站                | 青森縣                              |              |                                                           | -                                                           | 654.9  | ○                                                                        |                               | 黑石市          | 黑石市          |
| -              | 高館停車區                  | 青森縣                              |              |                                                           | -                                                           | 660.8  |                                                                          |                               | 黑石市          | 黑石市          |
| -              | 羽黑平巴士站                | 青森縣                              |              |                                                           | -                                                           | 665.5  | ○                                                                        |                               | 青森市          | 青森市          |
| 53             | 浪岡交流道/系統交流道       | 青森縣                              |              |                                                           | 青森縣道28號浪岡藤崎線 國道7號（浪岡繞道） E64 津輕自動車道 | 667.6  |                                                                          | 浪岡系統交流道計劃中          | 青森市          | 青森市          |
| 54             | 青森系統交流道              | 青森縣                              |              |                                                           | E4A 青森自動車道                                            | 677.4  |                                                                          | 青森道 - 青森交流道間無法直通 | 青森市          | 青森市          |
| 54             | 青森交流道                  | 青森縣                              |              |                                                           | 國道7號（青森環狀道路）                                     | 679.5  |                                                                          |                               | 青森市          | 青森市          |

## 歷史
- 1969年（昭和44年）：6月栃木縣工區動工式，11月6日埼玉縣岩槻動工儀式 - 羽生交流道間工區動工儀式[18]。
- 1972年11月13日：岩槻交流道～宇都宮交流道間通車
- 1973年
  - 8月9日：宇都宮交流道～矢板交流道間通車
  - 11月26日：白河交流道～郡山交流道間通車
  - 11月27日：白石交流道～仙台南交流道間通車

- 1974年12月20日：矢板交流道～白河交流道間通車
- 1975年
  - 4月1日：郡山交流道～白石交流道間通車[19]。
  - 11月28日：仙台南交流道～泉交流道間通車
- 1976年12月9日：泉交流道～古川交流道間通車[20]。
- 1977年
  - 11月15日：古川交流道～築館交流道間通車
  - 11月19日：一關交流道～盛岡南交流道間通車
- 1978年12月2日：築館交流道～一關交流道間通車
- 1979年
  - 9月27日：大鰐弘前交流道～青森交流道間通車
  - 10月13日：紫波交流道開放使用
  - 10月18日：盛岡南交流道～瀧澤交流道間通車
- 1980年
  - 3月26日：浦和交流道～岩槻交流道間通車
  - 10月8日：瀧澤交流道～西根交流道間通車
  - 10月29日：碇關交流道～大鰐弘前交流道間通車
- 1981年8月4日：本宮交流道開放使用
- 1982年
  - 3月1日：岩槻交流道 - 加須交流道間6線道化。
  - 3月29日：若柳金成交流道開放使用
  - 10月19日：西根交流道～安代交流道間通車
- 1983年10月20日：安代交流道～鹿角八幡平交流道間通車
- 1984年
  - 6月1日：佐野藤岡交流道 - 栃木交流道間6線道化。
  - 8月11日：栃木交流道 - 鹿沼交流道間6線道化。
  - 9月27日：鹿角八幡平交流道～十和田交流道間通車
  - 11月6日：郡山南交流道開放使用
- 1986年
  - 7月24日：花卷南交流道開放使用
  - 7月30日：十和田交流道～碇關交流道間通車
- 1987年9月9日：川口系統交流道～浦和交流道間通車，全線通車，於川口系統交流道與首都高速道路川口線連接
- 1988年10月13日：村田系統交流道開放使用，與山形自動車道連接
- 1989年9月7日：安代系統交流道開放使用，與八戶自動車道連接
- 1990年
  - 10月12日：小坂交流道開放使用
  - 年10月31日：郡山系統交流道開放使用，與磐越自動車道連接
- 1992年
  - 3月21日：羽生交流道開放使用
  - 11月27日：川口系統交流道與東京外環自動車道連接
- 1994年8月4日：北上系統交流道開放使用，與秋田自動車道連接
- 1996年10月8日：北上金崎交流道開放使用
- 1999年（平成11年）
  - 3月19日：鹿沼交流道 - 大谷停車區間6線道化。
  - 11月24日：大谷停車區 - 宇都宮交流道間6線道化。
- 2000年7月27日：栃木都賀系統交流道開放使用，與北關東自動車道連接
- 2001年8月1日：仙台南交流道與仙台南部道路連接
- 2002年
  - 3月17日：浦和交流道（川口方面）開放使用
  - 11月7日：花卷系統交流道開放使用，與釜石自動車道連接
  - 11月25日：浪岡交流道與津輕自動車道連接
- 2003年9月28日：青森系統交流道開放使用，與青森自動車道連接
- 2004年
  - 8月27日：仙台宮城交流道～泉交流道間上行線設置之泉主線收費站決定廢止（同年11月1日廢止）
  - 12月24日：長者原服務區 智能交流道社會實驗開始（至2006年9月30日（當初實驗期間至2005年3月31日止））
  - 12月27日：福島松川停车区 智能交流道社會實驗開始（至2006年9月30日（當初實驗期間至2005年3月31日止））
- 2005年
  - 4月22日：上河內服務區、那須高原服務區 智能交流道社會實驗開始（於2005年9月25日結束（當初實驗期間至2005年8月28日止））
  - 10月1日：日本道路公團民營化之下，成為東日本高速道路株式會社之管轄路線。
- 2006年
  - 2月24日：上河內服務區、那須高原服務區 智能交流道社會實驗再度開始。同時並於上行線設置。
  - 4月26日：泉停车区 智能交流道社會實驗開始（至2007年3月31日）。
  - 10月1日：福島松川智能交流道、長者原智能交流道啟用。
- 2007年
  - 4月1日：上河內智能交流道、那須高原智能交流道、泉停车区 智能交流道啟用（24小時）。
  - 9月14日：鏡石停车区 智能交流道社會實驗開始（於2009年3月31日結束）。
- 2009年
  - 3月29日：黑磯板室交流道通車。
  - 4月1日：鏡石停车区 智能交流道啟用（6-22時）。
  - 8月8日：白河中央智能交流道啟用（24小時）。
  - 9月18日：三本木智能交流道啟用（24小時）。
- 2010年
  - 3月27日：富谷系統交流道通車，與仙台北部道路連接。
  - 4月17日：岩舟系統交流道通車，與北關東自動車道（佐野田沼方面）連接。
- 2011年

- - 3月11日：東北地方太平洋近海地震影響，路線大規模受損，川口系統交流道 - 碇關交流道封閉。

- - 4月10日：緊急修復工程完工，全線恢復通車。
  - 4月28日：佐野服務區 智能交流道啟用（24小時）。
  - 5月29日：久喜白岡系統交流道通車，與首都圏中央連絡自動車道（白岡菖蒲方面）連接。
  - 9月5日：3月11日地震正式修復工程開始（至2012年〈平成24年〉12月22日）[21]。
  - 12月1日：至2012年3月31日為止，做為東日本大震災復興支援，白河交流道 - 安代交流道全日全車種、安代交流道 - 青森交流道周六假日的普通車與輕自動車等（限ETC搭載車）免通行費[22]。
- 2012年2月4日：蓮田服務區 智能交流道啟用（24小時）。
- 2013年11月30日：小坂系統交流道通車，與秋田自動車道連接。
- 2016年（平成28年）
  - 9月11日：福島系統交流道開通，連接東北中央自動車道（山形方向）。
  - 10月13日：岩手縣公安委員會將花卷南交流道 - 盛岡南交流道的試驗最高速度定在110km/h。除了在2017年度進行1年以上的效果測試，並研擬導入其他區間[23]。
- 2017年（平成29年）12月1日：警察廳將花卷南交流道 - 盛岡南交流道的試驗最高速度從100km/h提升至110km/h[24][25]。
- 2018年（平成30年）
  - 3月24日：矢巾智慧型交流道啟用[26]。
  - 4月21日：奥州智慧型交流道啟用[27]。
- 2019年（平成31年 / 令和元年）
  - 1月13日：郡山中央智慧型交流道啟用[28]。
  - 3月1日：花卷南交流道 - 盛岡南交流道間（約27 km）的試驗最高速度從110 km/h提升至120 km/h[29][30]。
  - 4月20日：瀧澤中央智慧型交流道啟用[31]。
  - 7月29日：蓮田服務區（上行線）從蓮田市黑濱往岩槻交流道側移動2.5 km至同市川島並增建[32]。
  - 8月1日：矢吹泉崎巴士站啟用。
- 2020年（令和2年）
  - 8月2日：桑折系統交流道開通，與東北中央自動車道（相馬福島道路、相馬方向）連接[33]。
  - 9月16日：花卷南交流道 - 盛岡南交流道間最高速度正式改為120 km/h[34][35][36]。
- 2021年（令和3年）
  - 3月28日：矢板北智慧型交流道啟用[37]。
  - 12月4日：平泉智慧型交流道啟用[38]。
- 2022年（令和4年）4月24日：蓮田智慧型交流道啟用（宇都宮方向出口）[39]。

## 路線狀況

### 車道、最高速度
| 區間                                     | 車道   | 車道   | 車道   | 最高速度                            | 最高速度                            | 設計速度 | 備註 |
| 區間                                     | 上下線 | 上行線 | 下行線 | 大型貨物等 三輪、牽引               | 左述以外車輛                        | 設計速度 | 備註 |
| ---------------------------------------- | ------ | ------ | ------ | ----------------------------------- | ----------------------------------- | -------- | ---- |
| 川口系統交流道 - 浦和本線收費站          | 6      | 3      | 3      | 80 km/h                             | 80 km/h                             | 80 km/h  |      |
| 浦和本線收費站 - 佐野服務區/智慧型交流道 | 6      | 3      | 3      | 80 km/h                             | 100 km/h （法定）                   | 120 km/h |      |
| 佐野服務區/智慧型交流道 - 宇都宮交流道   | 6      | 3      | 3      | 80 km/h                             | 100 km/h （法定）                   | 100 km/h |      |
| 宇都宮交流道 - 藏王停車區                | 4      | 2      | 2      | 80 km/h                             | 100 km/h （法定）                   | 100 km/h |      |
| 藏王停車區 - 泉交流道                    | 4      | 2      | 2      | 80 km/h                             | 80 km/h （指定）                    | 80 km/h  |      |
| 泉交流道 - 一關交流道                    | 4      | 2      | 2      | 80 km/h                             | 100 km/h （法定）                   | 100 km/h |      |
| 一關交流道 - 平泉前澤交流道              | 4      | 2      | 2      | 80 km/h                             | 80 km/h （指定）                    | 80 km/h  |      |
| 平泉前澤交流道 - 前澤服務區              | 4      | 2      | 2      | 80 km/h                             | 80 km/h （指定）                    | 120 km/h |      |
| 前澤服務區 - 花卷南交流道                | 4      | 2      | 2      | 80 km/h                             | 100 km/h （法定）                   | 120 km/h |      |
| 花卷南交流道 - 盛岡南交流道              | 4      | 2      | 2      | 80 km/h                             | 120 km/h （指定）                   | 120 km/h | ※1   |
| 盛岡南交流道 - 西根交流道                | 4      | 2      | 2      | 80 km/h                             | 100 km/h （法定）                   | 100 km/h |      |
| 西根交流道 - 大鰐弘前交流道              | 4      | 2      | 2      | 80 km/h                             | 80 km/h （指定）                    | 80 km/h  |      |
| 大鰐弘前交流道 - 青森系統交流道          | 4      | 2      | 2      | 80 km/h                             | 100 km/h （法定）                   | 100 km/h |      |
| 青森系統交流道 - 青森本線收費站          | 2      | 1      | 1      | （上行線）70 km/h （下行線）80 km/h | （上行線）70 km/h （下行線）80 km/h | 80 km/h  |      |
| 青森本線收費站 - 青森交流道              | 4      | 2      | 2      | 50 km/h                             | 50 km/h                             | 60 km/h  | ※2   |

- ※1 : 大略在475.6 - 503里程標區間內
- ※2 : 上行線匝道內速限50 km/h，下行線有部分為60 km/h

東北道線形基本上直線較多，但仙台近郊、岩手縣南部、岩手縣八幡平地區 - 青森縣津輕南部區間有較多的急彎、隧道或陡坡。因此這些區間一般限制在80km/h。
過去福島隧道（東北道最靠東京隧道）速限80km/h、坂梨隧道（東北道最長隧道）速限70km/h，但現在前者已提高至100km/h、後者提高為80km/h。除福島隧道外，所有隧道速限都統一為80km/h。
警察廳在2016年（平成28年）3月24日宣布將部分區間最高速度試驗性的提升至110km/h。試驗區間為花卷南交流道 - 盛岡南交流道間的30.6公里。
花卷南交流道 - 盛岡南交流道間在2017年（平成29年）12月1日開始進行最高速度110km/h試驗，接著警察廳在2019年（平成31年）1月30日宣布在同年3月1日將花卷南交流道 - 盛岡南交流道間（約27公里）的最高速度試驗提升至120km/h。
該區間在2020年（令和2年）9月16日正式將最高速度定為120km/h，是日本全國第一個最高速度達120km/h的路段。
二本松交流道與福島西交流道之間的區間為防止事故發生，在道路上設置突起物並採三三七拍子的節奏鋪設以讓駕駛維持清醒，與施工前相比事故減少約三成。

### 道路設施

#### 服務區、停車區
所有服務區、羽生停車區至黑磯停車區的所有停車區，以及鏡石停車區至瀧澤停車區的半數停車區皆設有商店。其中，蓮田服務區（上行線）、羽生停車區（下行線）、黑磯停車區、鏡石停車區、吾妻停車區、金成停車區、津輕服務區設有超商。紫波服務區以外的蓮田服務區至岩手山服務區的所有服務區，以及超商化的羽生停車區、黑磯停車區、鏡石停車區、吾妻停車區、菅生停車區、金成停車區、津輕服務區有24小時商店。
國見服務區以外的岩手山服務區以南所有服務區及羽生停車區（下行線）設有餐廳。
阿武隈停車區、藏王停車區、泉停車區、三本木停車區、志波姬停車區、中尊寺停車區、花卷停車區與前森山停車區以北的所有停車區僅有廁所及自動販賣機。
加油站設於蓮田服務區至岩手山服務區的所有服務區及安積停車區、吾妻停車區（下行線）、菅生停車區、鶴巢停車區、花輪服務區（上行線），除了吾妻停車區（下行線）、花輪服務區（上行線）以外皆為24小時營業。下行線的岩手山服務區是最後一座加油站，往北包含青森道、八戶道的所有區間都沒有加油站。

#### 主要隧道
- 福島隧道（日语：福島トンネル）（福島松川停車區 - 福島西交流道）：上行線880公尺[43]、下行線909公尺[43]
- 一關隧道（一關交流道 - 中尊寺停車區）：上行線722公尺[43]、下行線1,002公尺[43]
- 平泉隧道（中尊寺停車區 - 平泉前澤交流道）：上行線1,108公尺[43]、下行線1,123公尺[43]（貫穿毛越寺、中尊寺後山）
- 龍森隧道（前森山停車區 - 畑停車區）：上行線1,919公尺[43]、下行線1,922公尺[43]
- 田山隧道（田山停車區 - 湯瀨停車區）：上行線1,164公尺m[43]、下行線1,187公尺[43]
- 龜田山隧道（十和田交流道 - 小坂交流道）：上行線1,192公尺[43]、下行線1,252公尺[43]
- 坂梨隧道（小坂系統交流道 - 碇關交流道）：上行線4,254公尺[43]、下行線4,265公尺[43]（東北自動車道最長隧道，位於秋田、青森縣界）

##### 隧道數量
| 區間                            | 上行線 | 下行線 |
| ------------------------------- | ------ | ------ |
| 川口系統交流道 - 福島松川停車區 | 0      | 0      |
| 福島松川停車區 - 福島西交流道   | 1      | 1      |
| 福島西交流道 - 一關交流道       | 0      | 0      |
| 一關交流道 - 中尊寺停車區       | 1      | 1      |
| 中尊寺停車區 - 平泉前澤交流道   | 1      | 1      |
| 平泉前澤交流道 - 前森山停車區   | 0      | 0      |
| 前森山停車區 - 畑停車區         | 1      | 1      |
| 畑停車區 - 安代系統交流道       | 1      | 1      |
| 安代系統交流道 - 安代交流道     | 0      | 0      |
| 安代交流道 - 田山停車區         | 2      | 2      |
| 田山停車區 - 湯瀨停車區         | 4      | 4      |
| 湯瀨停車區 - 鹿角八幡平交流道   | 2      | 2      |
| 鹿角八幡平交流道 - 十和田交流道 | 0      | 0      |
| 十和田交流道 - 小坂交流道       | 1      | 1      |
| 小坂交流道 - 小坂系統交流道     | 0      | 0      |
| 小坂系統交流道 - 碇關交流道     | 2      | 2      |
| 碇關交流道 - 阿闍羅停車區       | 0      | 0      |
| 阿闍羅停車區 - 大鰐弘前交流道   | 1      | 1      |
| 大鰐弘前交流道 - 青森交流道     | 0      | 0      |
| 合計                            | 17     | 17     |

隧道比例不多。特別是關東地方與宮城縣完全沒有隧道。福島縣也只有福島隧道一座。包含東北道最長的坂梨隧道在內，東北道三分之二以上的隧道集中在安代系統交流道以北的區間。

#### 道路照明燈
- 川口系統交流道 - 久喜交流道
- 羽生交流道 - 羽生停車區
- 藏王停車區 - 仙台南交流道下行線，盛岡、青森方向

連續照明區間的設定基準為1日平均交通量達5萬台，原先川口系統交流道至栃木都賀系統交流道全線都設有照明燈，但現在只設於川口系統交流道 - 久喜交流道間、羽生交流道 - 羽生停車區。

### 道路管理者
2005年（平成17年）10月道路公團民營化後，全區間皆為東日本高速道路（NEXCO東日本）的營業範圍。以白河交流道為界，南側由NEXCO東日本關東支社管轄，北側由NEXCO東日本東北支社管轄。
- NEXCO東日本關東支社（日语：東日本高速道路関東支社）
  - 加須管理事務所 : 川口系統交流道 - 佐野藤岡交流道
  - 宇都宮管理事務所 : 佐野藤岡交流道 - 宇都宮交流道
  - 那須管理事務所 : 宇都宮交流道 - 白河交流道
- NEXCO東日本東北支社（日语：東日本高速道路東北支社）
  - 郡山管理事務所 : 白河交流道 - 本宮交流道
  - 福島管理事務所 : 本宮交流道 - 白石交流道
  - 仙台管理事務所 : 白石交流道 - 一關交流道
  - 北上管理事務所 : 一關交流道 - 花卷交流道
  - 盛岡管理事務所 : 花卷交流道 - 安代交流道
  - 十和田管理事務所 : 安代交流道 - 碇關交流道
  - 青森管理事務所 : 碇關交流道 - 青森交流道

#### 高速公路休息站及服務區
- 浦和（川口系統交流道 - 浦和交流道）
- 蓮田（蓮田服務區 - 久喜交流道）
- 羽生（羽生停車區 - 館林交流道）
- 館林（館林交流道 - 佐野藤岡交流道）
- 大谷（鹿沼交流道 - 宇都宮交流道）
- 安積（須賀川交流道 - 安積停車區）
- 安達太良（安達太良服務區 - 二本松交流道）
- 福島（福島隧道 - 福島西交流道）
- 藏王（白石交流道 - 村田交流道）
- 菅生（菅生停車區 - 仙台南交流道）
- 三本木（三本木停車區 - 古川交流道）
- 前澤（平泉前澤交流道 - 水澤交流道）
- 矢巾（紫波交流道 - 矢巾停車區）

### 交通量
24小時交通量（台）　道路交通調查
| 區間                                           | 平成17（2005）年度 | 平成22（2010）年度 | 平成27（2015）年度 |
| ---------------------------------------------- | ------------------ | ------------------ | ------------------ |
| 川口系統交流道 - 浦和第二交流道                | 84,255             | 84,278             | 93,057             |
| 浦和第二交流道 - 浦和第一交流道                | 84,113             | 85,032             | 95,066             |
| 浦和第一交流道 - 岩槻交流道                    | 94,813             | 96,253             | 95,066             |
| 岩槻交流道 - 蓮田服務區/智慧型交流道           | 86,307             | 86,264             | 88,519             |
| 蓮田服務區/智慧型交流道 - 久喜白岡系統交流道   | 86,307             | 86,264             | 85,265             |
| 久喜白岡系統交流道 - 久喜交流道                | 86,307             | 86,264             | 79,964             |
| 久喜交流道 - 加須交流道                        | 75,858             | 77,411             | 76,679             |
| 加須交流道 - 羽生交流道                        | 69,401             | 72,228             | 72,516             |
| 羽生交流道 - 館林交流道                        | 68,739             | 72,174             | 72,745             |
| 館林交流道 - 佐野藤岡交流道                    | 61,411             | 64,923             | 65,952             |
| 佐野藤岡交流道 - 佐野服務區/智慧型交流道       | 56,382             | 64,395             | 62,396             |
| 佐野服務區/智慧型交流道 - 岩舟系統交流道       | 56,382             | 64,395             | 63,717             |
| 岩舟系統交流道 - 栃木交流道                    | 56,382             | 67,220             | 76,947             |
| 栃木交流道 - 栃木都賀系統交流道                | 56,100             | 66,784             | 75,707             |
| 栃木都賀系統交流道 - 鹿沼交流道                | 44,496             | 47,536             | 50,630             |
| 鹿沼交流道 - 宇都宮交流道                      | 40,308             | 42,133             | 44,905             |
| 宇都宮交流道 - 上河內服務區/智慧型交流道       | 36,499             | 38,247             | 42,500             |
| 上河內服務區/智慧型交流道 - 矢板交流道         | 36,499             | 37,468             | 41,770             |
| 矢板交流道 - 矢板北停車區/智慧型交流道         | 33,942             | 33,299             | 38,441             |
| 矢板北停車區/智慧型交流道 - 西那須野鹽原交流道 | 33,942             | 33,299             | 38,441             |
| 西那須野鹽原交流道 - 黑磯板室交流道            | 28,928             | 28,475             | 34,764             |
| 黑磯板室交流道 - 那須交流道                    | 28,928             | 26,689             | 32,801             |
| 那須交流道 - 那須高原服務區/智慧型交流道       | 25,997             | 24,081             | 29,972             |
| 那須高原服務區/智慧型交流道 - 白河交流道       | 25,997             | 23,747             | 29,734             |
| 白河交流道 - 白河中央智慧型交流道              | 25,572             | 23,298             | 29,971             |
| 白河中央智慧型交流道 - 矢吹交流道              | 25,572             | 24,615             | 31,870             |
| 矢吹交流道 - 鏡石停車區/智慧型交流道           | 27,177             | 25,400             | 32,607             |
| 鏡石停車區/智慧型交流道 - 須賀川交流道         | 27,177             | 25,734             | 32,921             |
| 須賀川交流道 - 郡山南交流道                    | 28,375             | 26,407             | 33,182             |
| 郡山南交流道 - 郡山中央智慧型交流道            | 28,855             | 26,719             | 33,677             |
| 郡山中央智慧型交流道 - 郡山交流道              | 28,855             | 26,719             | 33,677             |
| 郡山交流道 - 郡山系統交流道                    | 36,507             | 35,125             | 43,949             |
| 郡山系統交流道 - 本宮交流道                    | 38,269             | 38,439             | 45,967             |
| 本宮交流道 - 二本松交流道                      | 39,902             | 39,465             | 46,672             |
| 二本松交流道 - 福島松川停車區/智慧型交流道     | 37,949             | 38,179             | 45,255             |
| 福島松川停車區/智慧型交流道 - 福島西交流道     | 37,697             | 37,380             | 44,145             |
| 福島西交流道 - 福島系統交流道                  | 32,210             | 31,512             | 37,078             |
| 福島系統交流道 - 福島飯坂交流道                | 32,210             | 31,512             | 37,078             |
| 福島飯坂交流道 - 桑折系統交流道                | 30,810             | 29,792             | 35,024             |
| 桑折系統交流道 - 國見交流道                    | 30,810             | 29,792             | 35,024             |
| 國見交流道 - 白石交流道                        | 30,361             | 29,417             | 34,632             |
| 白石交流道 - 村田交流道                        | 30,764             | 30,274             | 35,413             |
| 村田交流道 - 村田系統交流道                    | 34,826             | 34,411             | 39,814             |
| 村田系統交流道 - 仙台南交流道                  | 40,168             | 40,871             | 46,214             |
| 仙台南交流道 - 仙台宮城交流道                  | 33,188             | 35,888             | 37,740             |
| 仙台宮城交流道 - 泉停車區/智慧型交流道         | 28,879             | 28,879             | 32,492             |
| 泉停車區/智慧型交流道 - 泉交流道               | 28,879             | 29,933             | 32,348             |
| 泉交流道 - 富谷系統交流道                      | 33,398             | 33,383             | 37,279             |
| 富谷系統交流道 - 大和交流道                    | 33,398             | 36,314             | 44,990             |
| 大和交流道 - 大衡交流道                        | 33,096             | 33,589             | 42,326             |
| 大衡交流道 - 三本木停車區/智慧型交流道         | 33,096             | 33,589             | 41,022             |
| 三本木停車區/智慧型交流道 - 古川交流道         | 33,096             | 32,026             | 38,316             |
| 古川交流道 - 長者原服務區/智慧型交流道         | 26,954             | 26,342             | 32,847             |
| 長者原服務區/智慧型交流道 - 築館交流道         | 26,701             | 25,554             | 32,112             |
| 築館交流道 - 若柳金成交流道                    | 23,755             | 22,640             | 28,514             |
| 若柳金成交流道 - 一關交流道                    | 22,055             | 21,133             | 26,705             |
| 一關交流道 - 平泉智慧型交流道                  | 22,383             | 21,548             | 26,828             |
| 平泉智慧型交流道 - 平泉前澤交流道              | 22,383             | 21,548             | 26,828             |
| 平泉前澤交流道 - 奥州智慧型交流道              | 22,475             | 21,888             | 27,252             |
| 奥州智慧型交流道 - 水沢交流道                  | 22,475             | 21,888             | 27,252             |
| 水沢交流道 - 北上金崎交流道                    | 24,914             | 24,393             | 29,162             |
| 北上金崎交流道 - 北上系統交流道                | 25,475             | 25,025             | 29,855             |
| 北上系統交流道 - 北上江釣子交流道              | 23,659             | 23,253             | 27,720             |
| 北上江釣子交流道 - 花卷南交流道                | 23,646             | 23,177             | 27,750             |
| 花卷南交流道 - 花卷系統交流道                  | 23,922             | 23,297             | 27,885             |
| 花卷系統交流道 - 花卷交流道                    | 24,131             | 23,866             | 29,555             |
| 花卷交流道 - 紫波交流道                        | 24,944             | 24,423             | 30,250             |
| 紫波交流道 - 矢巾停車區/智慧型交流道           | 24,345             | 23,540             | 28,860             |
| 矢巾停車區/智慧型交流道 - 盛岡南交流道         | 24,345             | 23,540             | 28,860             |
| 盛岡南交流道 - 盛岡交流道                      | 20,826             | 19,191             | 21,912             |
| 盛岡交流道 - 瀧澤中央智慧型交流道              | 18,657             | 17,279             | 20,780             |
| 瀧澤中央智慧型交流道 - 瀧澤交流道              | 18,657             | 17,279             | 20,780             |
| 瀧澤交流道 - 西根交流道                        | 16,341             | 15,462             | 18,308             |
| 西根交流道 - 松尾八幡平交流道                  | 14,872             | 14,059             | 16,555             |
| 松尾八幡平交流道 - 安代系統交流道              | 13,772             | 13,772             | 15,987             |
| 安代系統交流道 - 安代交流道                    | 08,388             | 08,113             | 09,312             |
| 安代交流道 - 鹿角八幡平交流道                  | 07,963             | 07,498             | 08,875             |
| 鹿角八幡平交流道 - 十和田交流道                | 07,804             | 07,498             | 08,488             |
| 十和田交流道 - 小坂交流道                      | 06,557             | 06,961             | 07,512             |
| 小坂交流道 - 小坂系統交流道                    | 06,428             | 06,130             | 07,603             |
| 小坂系統交流道 - 碇關交流道                    | 06,428             | 06,130             | 08,078             |
| 碇關交流道 - 大鰐弘前交流道                    | 07,510             | 07,287             | 08,408             |
| 大鰐弘前交流道 - 黑石交流道                    | 05,620             | 05,276             | 06,243             |
| 黑石交流道 - 浪岡交流道                        | 06,862             | 07,087             | 07,776             |
| 浪岡交流道 - 青森系統交流道                    | 08,480             | 09,797             | 09,519             |
| 青森系統交流道 - 青森交流道                    | 03,051             | 02,980             | 03,526             |

（來源：「平成22年度道路交通センサス （页面存档备份，存于）」・「平成27年度全国道路・街路交通情勢調査 （页面存档备份，存于）」（國土交通省網頁））
- 令和2年度預定實施的交通量調査因嚴重特殊傳染性肺炎的影響而延期[44]。

#### 交通堵塞
黃金周跟盂蘭盆節時期，東北道與其他高速道路一樣有大規模堵塞情形發生，返鄉車潮有時可達40 - 60公里長。
容易堵塞的地點包含上行的川口系統交流道、上下線的岩槻交流道、利根川橋、渡良瀨川橋、久喜交流道、加須交流道、羽生交流道、館林交流道、佐野藤岡交流道、栃木交流道、八幡澤橋、宇都宮交流道、上河内服務區、鬼怒川橋、矢板交流道、矢板北停車區、箒川橋、西那須野鹽原交流道、黑磯板室交流道、那須交流道、那須高原服務區、福島隧道等處。堵塞主要時段則分別是下行線的早晨至上午、上行線的傍晚至夜間。假期與夏季的那須交流道下行線出口擁堵嚴重。而鄰近大型購物中心與暢貨園區的交流道（盛岡交流道、黑磯板室交流道、佐野藤岡交流道等）也容易從交流道出口收費站堵至本線上。週六假日的上行線栃木交流道以南堵塞車流可延伸到栃木都賀系統交流道往北關東道西行5公里左右。而早晨與傍晚的東京外環道內回與首都高速川口線上行堵塞也常從川口系統交流道擴散到東北道浦和交流道附近。
郡山系統交流道以南區間有磐越自動車道與常磐自動車道做為繞道，塞車情形並不嚴重。但是東日本大震災後的2011年（平成23年）黃金周，民眾為了避開受到福島第一核電廠事故影響的常磐道，使得車流集中至東北道，造成下行線栃木交流道至川口系統交流道長達70公里以上的堵塞車潮。2015年（平成27年）3月常磐道全通後，車流逐漸從東北道回流至常磐道，東北道福島隧道在連假期間常見的擁堵也獲得緩解。
下行線由於從北東北岩手山服務區至終點青森交流道約140公里區間沒有加油站，使得岩手山服務區常湧入大量加油車輛，造成堵塞。而花輪服務區與津輕服務區雖在路上公告加油站關閉告示，但仍有駕駛未注意導致車輛無油而拋錨。

## 地理

### 通過自治體
- 埼玉縣
川口市 - 埼玉市（綠區 - 岩槻區） - 蓮田市 - 白岡市 - 久喜市 - 加須市 - 羽生市 -
- 群馬縣
邑樂郡明和町 - 館林市 - 邑樂郡板倉町 -
- 栃木縣
佐野市 - 栃木市 - 鹿沼市 - 宇都宮市 - 櫻市 - 鹽谷郡鹽谷町 - 矢板市 - 那須鹽原市 - 那須郡那須町 -
- 福島縣
西白河郡西鄉村 - 白河市 - 西白河郡泉崎村 - 西白河郡矢吹町 - 岩瀨郡鏡石町 - 須賀川市 - 郡山市 - 本宮市 - 安達郡大玉村 - 二本松市 - 福島市 - 伊達郡桑折町 - 伊達郡國見町 -
- 宮城縣
白石市 - 刈田郡藏王町 - 柴田郡村田町 - 仙台市（太白區） - 名取市 - 仙台市（太白區 - 青葉區 - 泉區） - 富谷市 - 黑川郡大和町 - 黑川郡大衡村 - 大崎市 - 栗原市 -
- 岩手縣
一關市 - 西磐井郡平泉町 - 奧州市 - 胆澤郡金崎町 - 北上市 - 花卷市 - 紫波郡紫波町 - 紫波郡矢巾町 - 盛岡市 - 瀧澤市 - 八幡平市 -
- 秋田縣
鹿角市 - 鹿角郡小坂町 -
- 青森縣
平川市 - 南津輕郡大鰐町 - 弘前市 - 平川市 - 黑石市 - 青森市

### 連接高速公路
- 首都高速川口線（川口系統交流道直通）
- C3 東京外環自動車道（川口系統交流道接續）
- C4 首都圈中央聯絡自動車道（久喜白岡系統交流道（日语：久喜白岡ジャンクション）接續）
- E50 北關東自動車道（岩舟系統交流道（日语：岩舟ジャンクション）、栃木都賀系統交流道（日语：栃木都賀ジャンクション）接續）
※岩舟系統交流道與高崎（日语：高崎インターチェンジ）、關越道方向接續，栃木都賀系統交流道與水戶、常磐道方向接續
- E81 日光宇都宮道路（宇都宮交流道接續）
- E80 阿武隈高原道路（日语：あぶくま高原道路）（矢吹交流道接續）
- E49 磐越自動車道（郡山系統交流道接續）
- E13 東北中央自動車道（福島系統交流道、桑折系統交流道（日语：桑折ジャンクション）接續）
※福島系統交流道與山形（日语：山形ジャンクション）方向，桑折系統交流道（相馬福島道路）與相馬、常磐道方向接續
- E48 山形自動車道（村田系統交流道接續）
- E48 仙台南部道路（仙台南交流道接續）
- 仙台西道路（仙台宮城交流道（日语：仙台宮城インターチェンジ）接續）
- E6 仙台北部道路（富谷系統交流道接續）
- E46 秋田自動車道（北上系統交流道接續）
- E46 釜石自動車道（花卷系統交流道接續）
- E4A 八戶自動車道（安代系統交流道接續）
- E7 秋田自動車道（小坂系統交流道接續）
- E64 津輕自動車道（浪岡交流道國道7號交差點接續）
- E4A 青森自動車道（青森系統交流道接續）

仙台市周邊的東北道構成仙台都市圈環狀自動車專用道路的一部分。

## 圖片

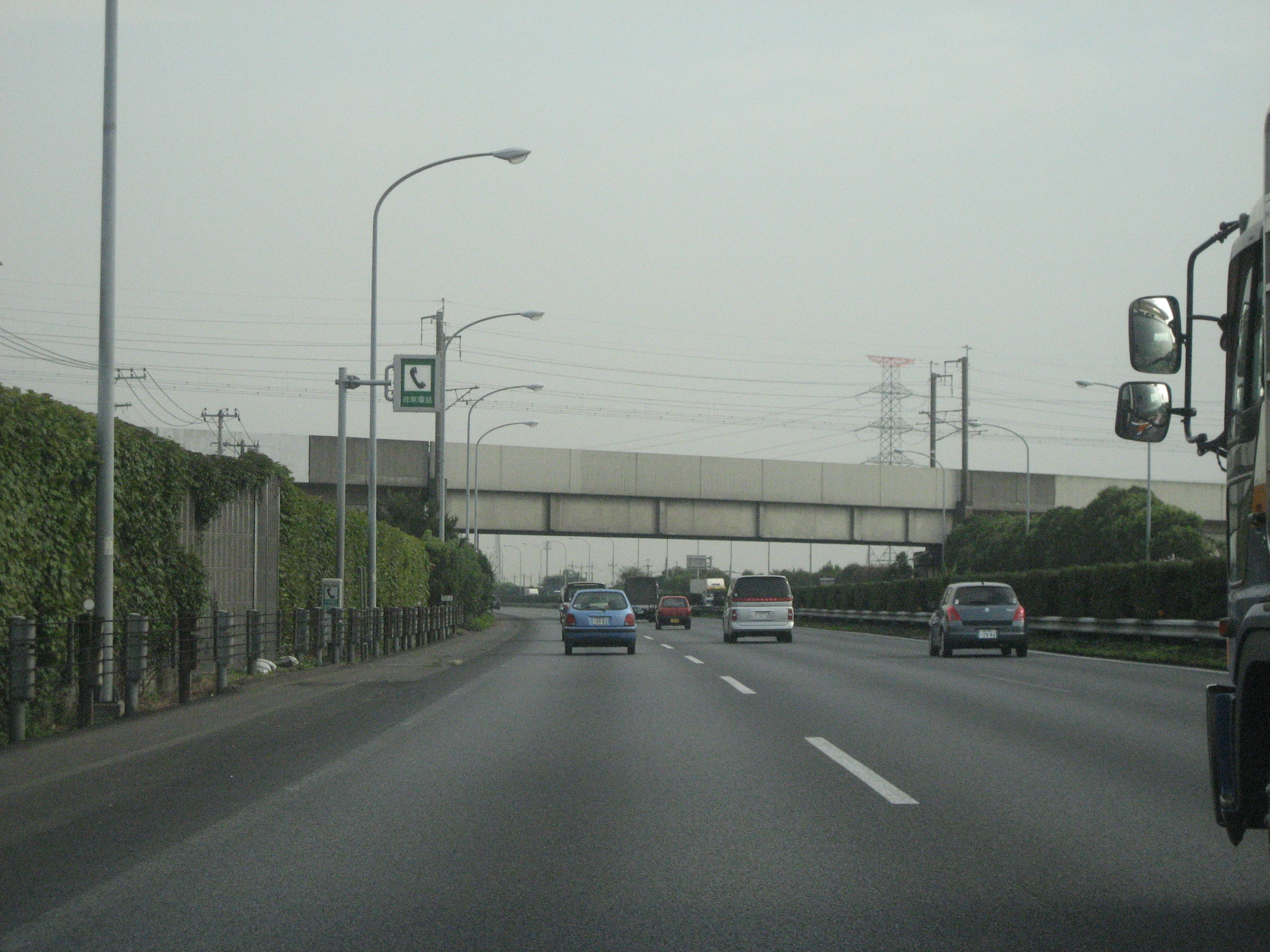
東北新幹線交會處（埼玉縣白岡市）
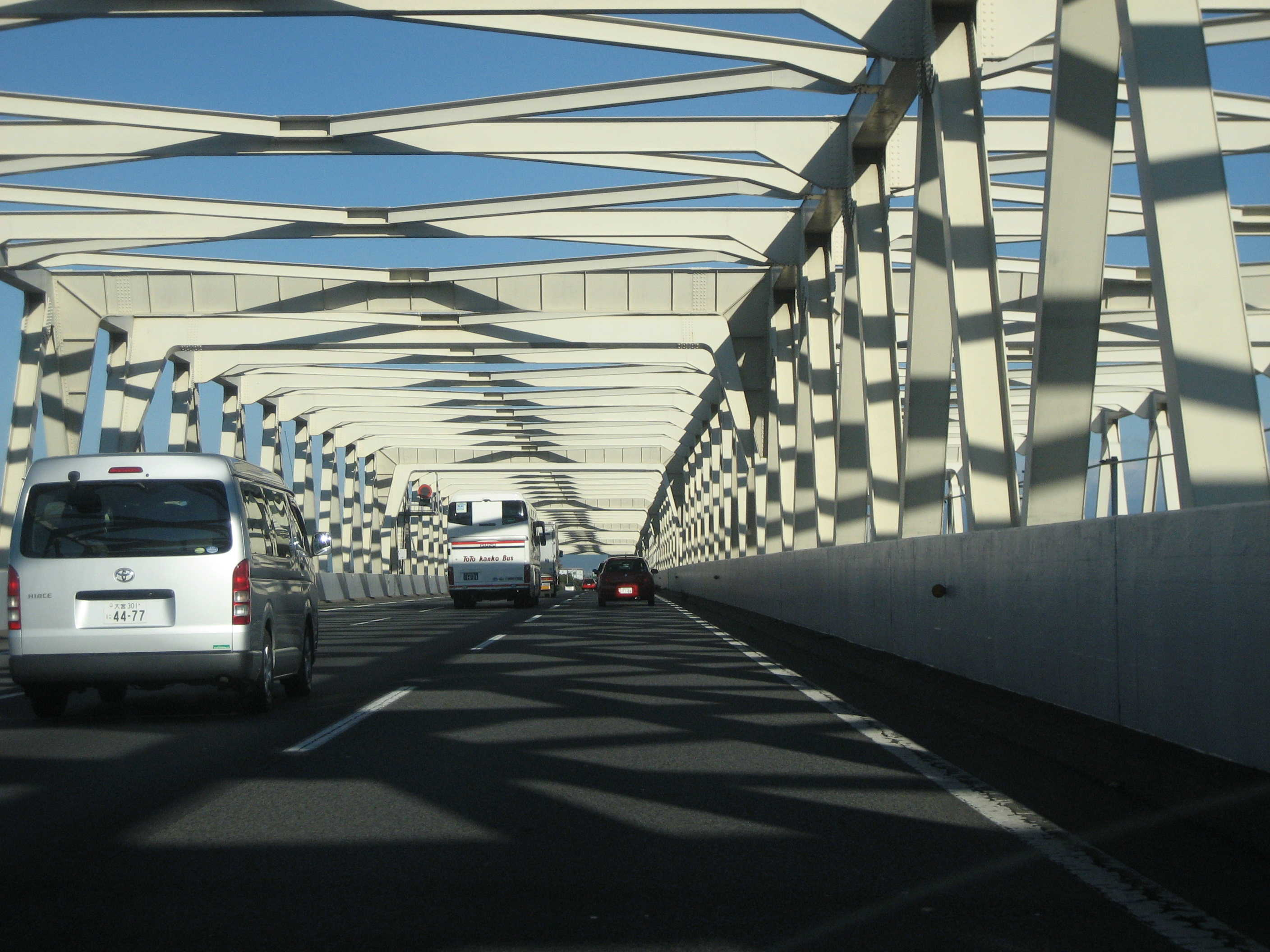
埼玉縣與群馬縣交界的利根川橋（群馬縣邑樂郡明和町）
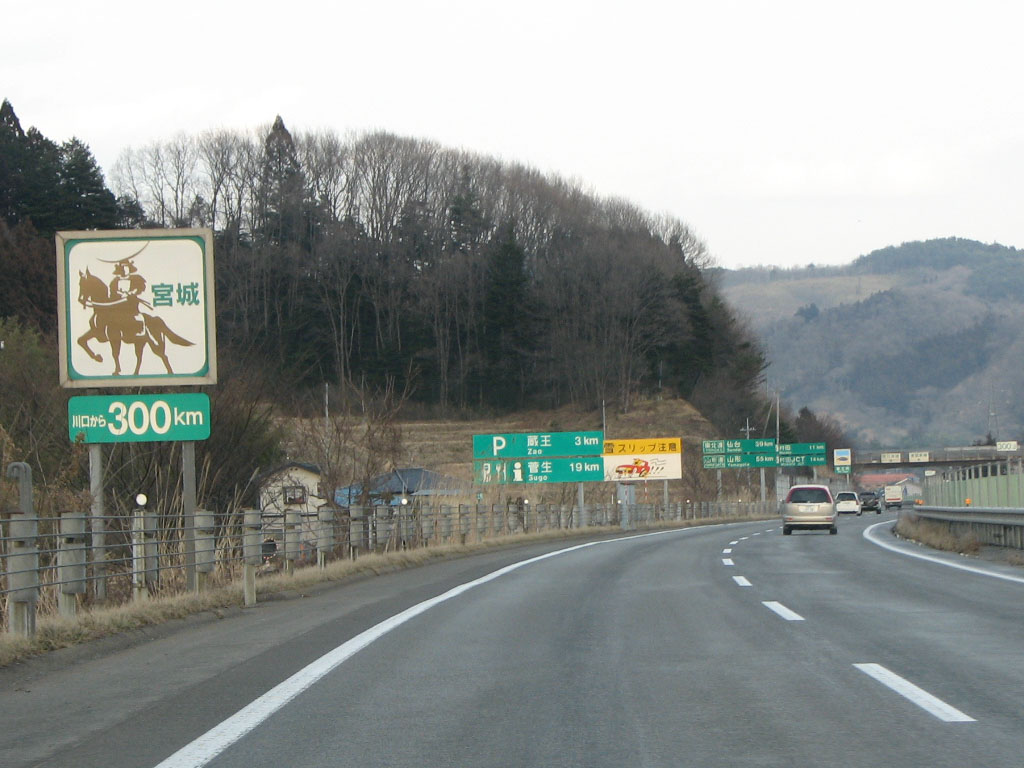
起點300公里標示（宮城縣白石市）
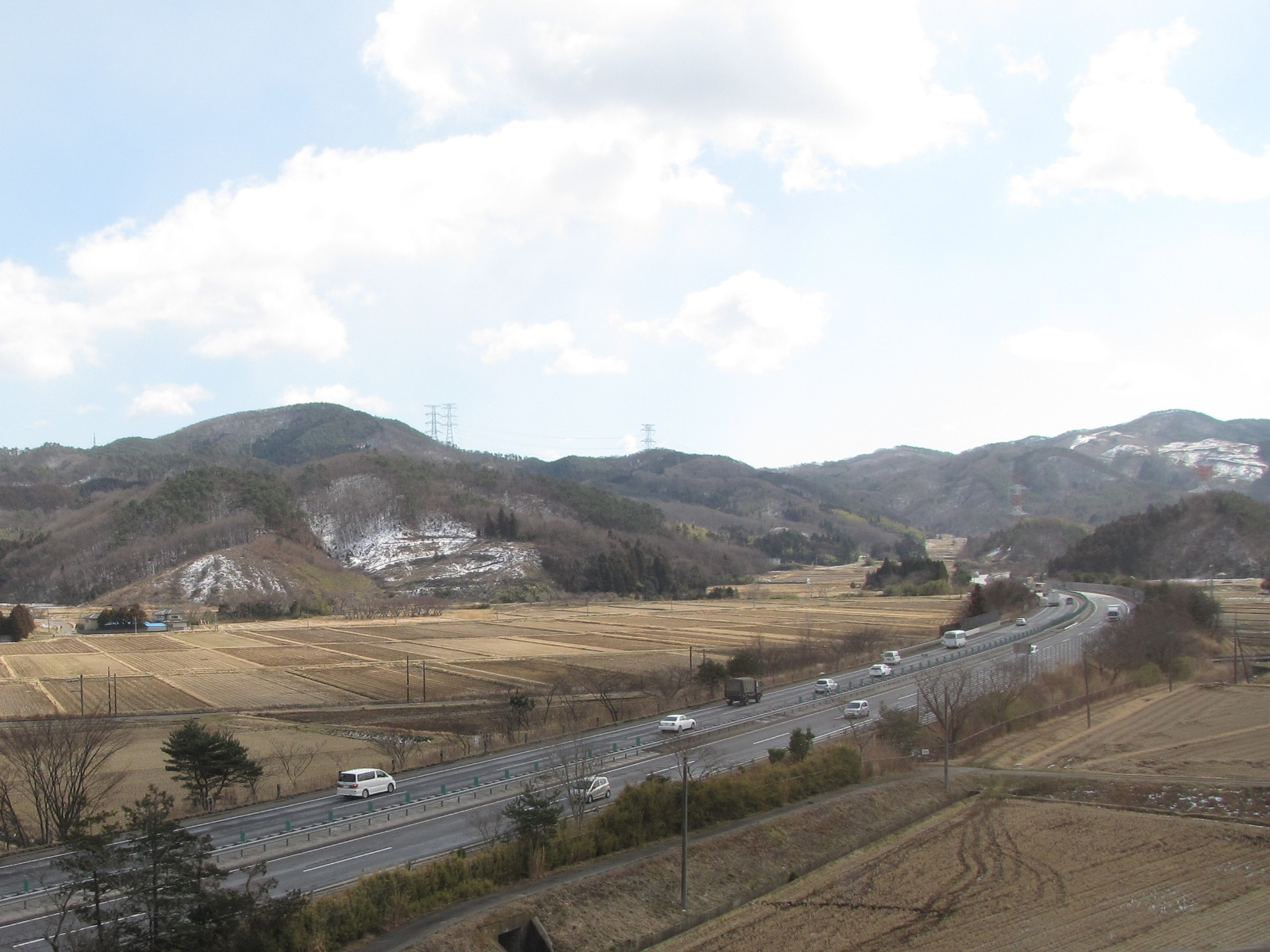
從通過宮城縣白石市的東北新幹線上行列車內拍攝
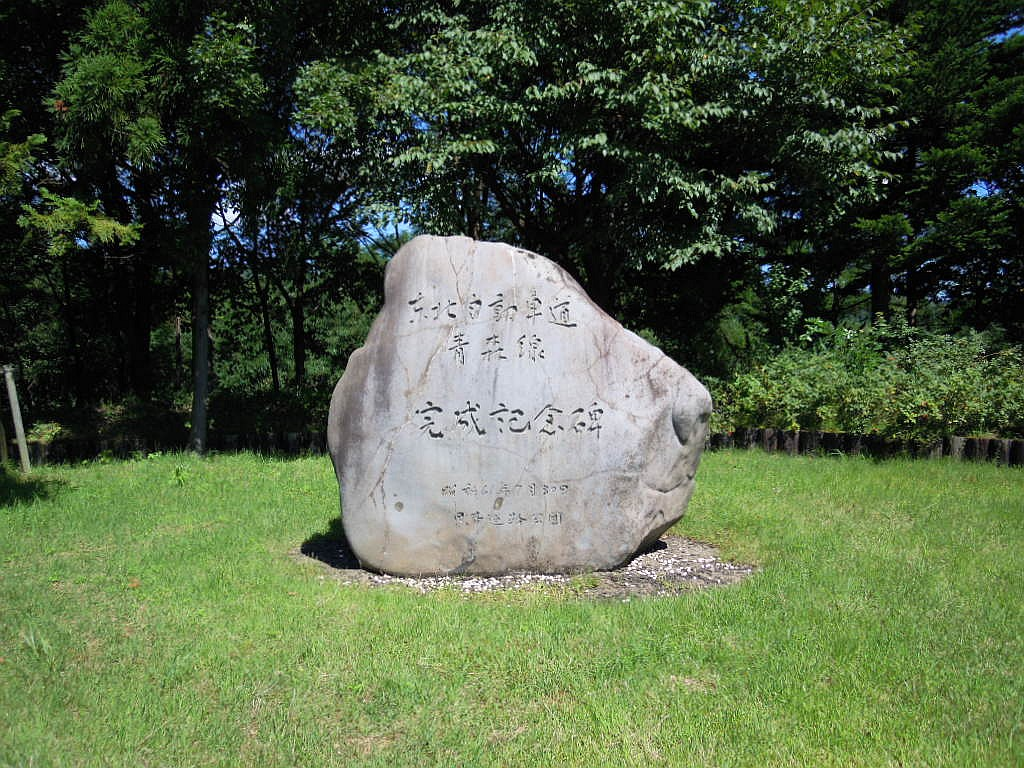
小坂停車區全通紀念碑

### 來源
1. ↑  東日本高速道路株式会社・中日本高速道路株式会社・西日本高速道路株式会社 2017，第標識編4-12頁.
2. ↑  . 国土交通省.   [2018-01-27]. （原始内容存档于2017-02-27）.
3. ↑  浅井建爾 2015，第169頁.
4. 1 2   (PDF). 国土交通省道路局. 2019-09-27  [2019-09-27]. （原始内容存档 (PDF)于2019-10-01）.
5. 1 2   (PDF). 国土交通省道路局. 2017-07-21  [2017-07-21]. （原始内容存档 (PDF)于2017-08-06）.
6. ↑   (PDF). 国土交通省道路局. 2016-05-27  [2012-03-31]. （原始内容 (PDF)存档于2022-02-19）.
7. ↑  . 下野新聞. 2019-11-20  [2019-11-20]. （原始内容存档于2021-03-26）.
8. ↑  . 福島民友新聞. 2021-01-08  [2021-07-15]. （原始内容存档于2021-07-15）.
9. ↑  . 河北新報.   [2020年11月29日]. （原始内容存档于2021年1月28日）.
10. ↑   (PDF). 宮城県. 2020-10-02  [2021-12-17]. （原始内容 (PDF)存档于2022-02-19）.
11. ↑   (PDF). 宮城県土木部道路課. 2018-08-10  [2018-08-15]. （原始内容存档 (PDF)于2018-08-11）.
12. ↑  . 河北新報. 2018-08-11  [2018-08-15]. （原始内容存档于2019-03-02）.
13. ↑   (PDF). 宮城県土木部道路課. 2018-08-10  [2018-08-15]. （原始内容 (PDF)存档于2021-07-22）.
14. ↑   (PDF). 岩手県・岩手県花巻市. 2019-09  [2020-11-08]. （原始内容 (PDF)存档于2022-06-23）.
15. ↑   (PDF). 国土交通省道路局. 2021-08-06  [2021-08-07]. （原始内容 (PDF)存档于2022-02-09）.
16. ↑   (PDF). 国土交通省東北地方整備局 青森河川国道事務所.   [2021-12-05]. （原始内容 (PDF)存档于2021-12-05）.
17. ↑  . 東日本高速道路.   [2014年2月22日]. （原始内容存档于2014年9月13日）.
18. ↑  東北自動車道の起工式『朝日新聞』1969年（昭和44年）11月6日夕刊 3版 10面
19. ↑  . 交通新聞 (交通協力会). 1975-03-16: 1.
20. ↑  . 交通新聞 (交通協力会). 1976-12-09: 3.
21. ↑  . （原始内容存档于2011-08-18）.
22. ↑  . 河北新報 (河北新報社). 2011-10-23. （原始内容存档于2011-10-24）.
23. ↑  . NHK NEWS WEB (日本放送協会). 2016-10-13  [2016-10-13]. （原始内容存档于2016-10-13）.
24. 1 2  . 日本経済新聞 (日本経済新聞社). 2017-11-02  [2017-11-03]. （原始内容存档于2022-06-30）.
25. 1 2   (PDF). 岩手県警察. 2017-11-02  [2017-11-03]. （原始内容 (PDF)存档于2017-11-07）.
26. ↑   (PDF). 矢巾町・岩手県・東日本高速道路株式会社. 2018-03-12  [2021-01-09]. （原始内容 (PDF)存档于2021-07-27）.
27. ↑   (PDF) (新闻稿). 奥州市・岩手県・東日本高速道路株式会社. 2018-03-06  [2021-01-09]. （原始内容 (PDF)存档于2021-07-27）.
28. ↑   (PDF). 郡山市・東日本高速道路株式会社. 2018-12-14  [2021-01-09]. （原始内容 (PDF)存档于2021-07-27）.
29. 1 2  . 日本経済新聞. 2019-01-30  [2019-02-15]. （原始内容存档于2022-06-25）.
30. 1 2  . 産経新聞. 2019-03-01  [2019-03-01]. （原始内容存档于2020-06-06）.
31. ↑   (PDF). 滝沢市・東日本高速道路株式会社. 2019-02-15  [2021-01-09]. （原始内容 (PDF)存档于2021-07-27）.
32. ↑   (PDF). 東日本高速道路株式会社・ネクセリア東日本株式会社. 2019-06-26  [2021-01-09]. （原始内容 (PDF)存档于2021-07-27）.
33. ↑   (PDF). 国土交通省東北地方整備局 福島河川国道事務所・福島県・伊達市・桑折町・東日本高速道路株式会社. 2020-06-30  [2020-06-30]. （原始内容 (PDF)存档于2022-04-14）.
34. ↑  . 岩手日報. 2020-09-15  [2019-09-15]. （原始内容存档于2021-05-16）.
35. ↑  . 共同通信. 2020-09-14  [2019-09-15].
36. ↑  . 産経新聞. 2020-09-14  [2019-09-15]. （原始内容存档于2022-06-23）.
37. ↑   (PDF). 矢板市・東日本高速道路株式会社. 2021-02-26  [2021-02-26]. （原始内容 (PDF)存档于2021-07-27）.
38. ↑   (PDF). 平泉町・東日本高速道路株式会社. 2021-11-09  [2021-11-09]. （原始内容 (PDF)存档于2021-11-09）.
39. ↑   (PDF). 蓮田市・東日本高速道路株式会社. 2022-03-07  [2022-03-07]. （原始内容 (PDF)存档于2022-03-07）.
40. ↑  . 日本經濟新聞 (日本経済新聞社). 2016年3月24日  [2016年5月10日]. （原始内容存档于2022年6月25日）.
41. ↑  . 日本放送協会 (日本放送協會). 2020-09-16  [2020-09-17]. （原始内容存档于2020-11-13）.
42. ↑  フジテレビトリビア普及委員会. . 講談社. 2003.
43. 1 2 3 4 5 6 7 8 9 10 11 12 13 14   (PDF). 東日本高速道路.   [2021-01-09]. （原始内容 (pdf)存档于2020-04-27）.
44. ↑   (PDF). 国土交通省 道路局. 2020-10-14  [2021-05-09]. （原始内容 (PDF)存档于2022-03-27）.
45. ↑  . フジサンケイビジネスアイ. 2012-06-22  [2012-06-23]. （原始内容存档于2022-06-22）.

## 相關項目
- 日本高速公路列表
- 東北地方道路列表
- 關東地方道路列表
- 國道4號
- 陸奥國
- 東北本線、東北新幹線、IGR岩手銀河鐵道線、青森鐵道線：大致並行的鐵道路線

## 外部連結
- 東日本高速道路株式會社 （页面存档备份，存于）